# Luis Sáenz de la Calzada
Luis Sáenz de la Calzada (León, 11 de julio de 1912- 27 de junio de 1994) fue un médico estomatólogo, científico y humanista, intelectural, pintor, poeta y actor español.

## Biografía
Sáenz de la Calzada nació en León, en una familia que le impregnaría de valores institucionistas, que encontraron luego su cauce en la Residencia de Estudiantes, donde conoció a García Lorca y en cuya compañía de teatro, La Barraca, se integraría.
Su biografía es una intensa combinación de inquietudes, donde no hay división entre las ciencias y las humanidades, porque éstas forman un todo armonioso.

Médico estomatólogo, biólogo, académico, ecologista, pero también actor, pintor, ensayista, poeta. Un hombre integrado por muchas vocaciones y por ricos y variados registros expresivos. Una personalidad forjada en la primera mitad de la década de los treinta con la Residencia de Estudiantes y La Barraca como renovaciones y anhelos de la sociedad española; valores que Sáenz de la Calzada jamás olvidaría.

### Obra pictórica y literaria
Su faceta de pintor estuvo influenciada por los cuadros metafísicos de Giorgio de Chirico o el surrealismo de José Caballero así como las posteriores inquietudes artísticas de los años sesenta.
Recorrió España durante años como actor en La Barraca incorporándose más tarde al teatro nacional de la mano de Luis Escobar, para esquivar la represión o el exilio.
Toda su obra tiene una gran coherencia y representa el propio exilio interior de este artista, que siempre estuvo abierto a que el trato humano predominase sobre las ideologías. Su personalidad fue un ejemplo para los intelectuales de León, ciudad donde residía.

"Grandeza sin fama, gloria sin título y dignidad sin dinero", hizo de la humildad un auténtico estilo de vida, iluminando con su brillo interior a cuantos tenían la suerte de tratar con él.
Así mismo, escribió poesía, recopilada en un poemario: Pequeñas cosas para el agua.
En su libro La Barraca. Teatro Universitario, muestra la gran experiencia cultural de la compañía teatral creada por Federico García Lorca.

## Publicaciones sobre Luis Sáenz de la Calzada
- 2018 - Adolfo Álvarez Barthe, Luís Sáenz de la Calzada, un ensayo biográfico, Eolas Ediciones, ISBN: 978-84-17315-49-8.[1]